# 목감 나들목
목감 나들목(Mokgam IC)은 경기도 시흥시 목감동에 설치된 서해안고속도로의 34번, 제3경인고속화도로의 교차로이자 제3경인고속화도로의 종점이다. 서해안고속도로 목포 방향에서 제3경인고속화도로 인천 방향으로 진입할 때, 고가도로를 통해 바로 진입할 수 있다. 서울 방향에서 안산시내로 진출하는 차량의 경우 이 나들목을 이용하여 국도 제42호선 (수인로)으로 진출하면 통행료 부과 구간을 거치지 않고 갈 수 있다.

## 연혁
- 1994년 1월 7일 : 나들목 신설을 위해 반월 도시계획시설 교통광장에 시흥시 목감동 일원을 목감 나들목으로 고시[2]
- 1995년 4월 1일 : 1995년 12월까지 나들목 건설을 위해 경기도 시흥시 목감동 920m 구간 도로구역 변경[3]
- 1998년 12월 1일 :  나들목 신설 개통과 함께 영업 개시[4]
- 2001년 8월 25일 : 서울안산고속도로가 서해안고속도로에 편입되면서 서해안고속도로의 나들목이 됨.
- 2010년 3월 31일 : 안산 ~ 일직 구간 왕복 8 ~ 10차선 확장 공사를 위해 시흥시 도시계획시설 교통광장 면적 변경[5]
- 2010년 5월 3일 : 제3경인고속화도로가 개통됨.

## 구조물 정보
- 위치: 경기도 시흥시 목감동
- 한국도로공사 시흥지사: 경기도 시흥시 동서로1176번길 24 (목감동)

## 접속하는 도로
- 동서로
- 간접 연결 : 국도 제42호선 (수인로, 목감사거리 이용), 17호선 평택파주고속도로 (동시흥 분기점 이용)